# NGC 4766
NGC 4766 ist eine 14,4 mag helle, linsenförmige Galaxie vom Hubble-Typ S0 im Sternbild Jungfrau und etwa 173 Millionen Lichtjahre von der Milchstraße entfernt.
Sie wurde im Jahr 1882 von Ernst Wilhelm Leberecht Tempel entdeckt.